# جان لورنس
جان لورنس (به انگلیسی: John Laurance) سناتور سابق عضو حزب فدرالیست (آمریکا) بود. وی در سال ۱۷۹۶ تا ۱۸۰۰ میلادی سناتور ایالت نیویورک در سنای ایالات متحده آمریکا بود.